# Стасевський Станіслав Леонідович
Стасевський Станіслав Леонідович (нар. 4 квітня 1962 р.) — директор державного підприємства "Укрдіпромез", дійсний член Інженерної академії України, Заслужений працівник промисловості України, кавалер ордена "За заслуги" III ступеня, кавалер ордена Святого Миколая Чудотворця ІІ ступеня, лауреат Всеукраїнського конкурсу «Ділова людина України».

## Біографія
Народився в м. Харкові. Вищу освіту здобув у Харківському інженерно-економічному інституті  (ХІЕІ, нині — Харківський національний економічний університет імені Семена Кузнеця) за фахом «Економіка та організація машинобудівельної промисловості». Після закінчення машинобудівного факультету в 1984 р. почав роботу на Харківському заводі точного приладобудування ВО "Точприлад", де пройшов шлях від змінного майстра до начальника складального виробництва. У 1991 р. став заступником директора з  виробництва Харківського заводу торгового машинобудування, а в 1992 р. — директором Харківського заводу металовиробів (ХЗМ). Створив на базі ХЗМ одне з перших в Україні орендне підприємство "Світлотехніка".
У 1996 р. призначений головним інженером Харківського обласного управління дріжджової, спиртової та лікеро-горілчаної промисловості, в 1997 р. очолив Харківський лікеро-горілчаний завод. Працював першим заступником директора ВАТ «Лозовський ковальсько-механічний завод», генеральним директором ЗАТ «Лозовський ковальсько-механічний завод». Завдяки наполегливій праці та інноваційному підходу до організації виробництва, Станіславу Стасевському вдалося на підприємствах, які очолював, створити один із перших орендних колективів у виробництві в Україні, вивести в п’ятірку лідерів серед вітчизняних виробників, інвестувати значні кошти в оновлення технологічного обладнання підприємств, створити понад 200 нових робочих місць.
Із 2006 р. був заступником генерального директора УкрНТЦ "Енергосталь" — директором заводу "Енергосталь", на базі якого створив науково-технічний виробничий комплекс "Енергосталь", ставши головою Правління компанії.

## Громадська діяльність, суспільне визнання
Із 1998 р. по 2015 р. був депутатом районних, міських рад м. Харкова та Харківської області. З 2015 р. і дотепер є членом виконкому Центрального району м. Дніпра. Протягом усього трудового шляху С.Л. Стасевський займається активною меценатською, спонсорською діяльністю, серед якої — допомога ветеранам війни та праці, інвалідам, шкільним і дошкільним закладам. Десятки грамот, вдячних листів слугують тому підтвердженням. За ініціативи С. Стасевського безкоштовно розроблено проєкт реконструкції хірургічного корпусу Дніпропетровського обласного воєнного шпиталю для лікування та реабілітації військовослужбовців ЗСУ, поранених під час проведення бойових дій на сході України, надано допомогу у розміщенні тимчасово переміщених осіб з м. Макіївка Донецької області, неодноразово надавалася допомога захисникам України.
У 2014 р. йому присвоєно почесне звання "Заслужений працівник промисловості України", в 2019 р. нагороджений орденом "За заслуги" III ступеня за значний особистий внесок у державне будівництво, соціально-економічний, культурно-просвітницький розвиток України". Із середини 90-х рр. бере активну участь в розвитку духовності, надає допомогу Українській православній церкві. Зробив вагомий внесок у відновлення Свято-Петро-Павлівського і Свято-Пантелеймонівського храмів, у будівництво Храму 2000-річчя Різдва Христового. Нагороджений Митрополитом Київським і всієї України 19 почесними грамотами та 4 орденами, в тому числі найвищою нагородою для світських осіб — орденом Святого Миколая Чудотворця ІІ ступеня.
За активну участь у розвитку регіонів С. Стасевський відзначений: 
- Почесною грамотою Харківської облдержадміністрації;
- медалями Дніпропетровської обласної ради та Дніпропетровської облдержадміністрації "За розвиток регіону";
- медаллю Дніпровського міськвиконкому "За заслуги перед містом Дніпро".

Автор понад 50 публікацій, 37 винаходів і патентів. Займається науковою та викладацькою діяльністю в Національній металургійній академії України (м. Дніпро).

## Робота у ДП "Укрдіпромез"
З 2011 р. дотепер працює директором державного підприємства "Укрдіпромез". На всіх ділянках роботи С.Л. Стасевський використовує знання, набуті в Інженерно-економічному інституті, впроваджував передові, інноваційні методи організації виробничих відносин, оплати праці, реорганізації форми власності з метою створення найбільш ефективних умов для досягнення максимальних фінансово-господарських результатів. Під його керівництвом у ДП "Укрдіпромез" запроєктовано і спільно з постачальниками обладнання та будівельниками введено в експлуатацію чотири нових металургійних підприємства у країнах ближнього зарубіжжя, виконано реконструкцію і створено нові виробництва на десятках металургійних комбінатів України. Під керівництвом С. Стасевського спроєктовані та збудовані об'єкти чорної металургії України на ПАТ "Запоріжсталь", ТОВ "Металургійний завод "Дніпросталь",  ПрАТ "Дніпровський металургійний завод", ПАТ "АрселорМіттал Кривий Ріг", ПАТ "Дніпровський меткомбінат" та ін. Розроблена проєктна документація для відновлення коксохімічного виробництва у м. Авдіївка (Донецька обл.) та налагодження роботи Заводу кольорових металів у м. Бахмут (Донецька обл.). Нині ДП "Укрдіпромез" працює над завданням переоснащення підприємств та нового будівництва в Болгарії, Казахстані, Узбекистані, Індії. У 2020 р. ДП "Укрдіпромез" виходить на ринок проєктних послуг Євросоюзу.